# Komise OSN pro lidská práva
Komise OSN pro lidská práva (UNCHR) byla funkční komise v rámci celkového rámce Organizace spojených národů. Existovala od roku 1946 až do jejího nahrazení Radou OSN pro lidská práva v roce 2006. Byla pomocným orgánem Hospodářské a sociální rady OSN (ECOSOC) a v její práci jí pomáhal také Úřad vysokého komisaře OSN pro lidská práva (UNOHCHR). Jednalo se o hlavní mechanismus OSN a mezinárodní fórum zabývající se prosazováním a ochranou lidských práv.
15. března 2006 Valné shromáždění OSN drtivou většinou odhlasovalo nahrazení UNCHR Radou OSN pro lidská práva.

## Dějiny

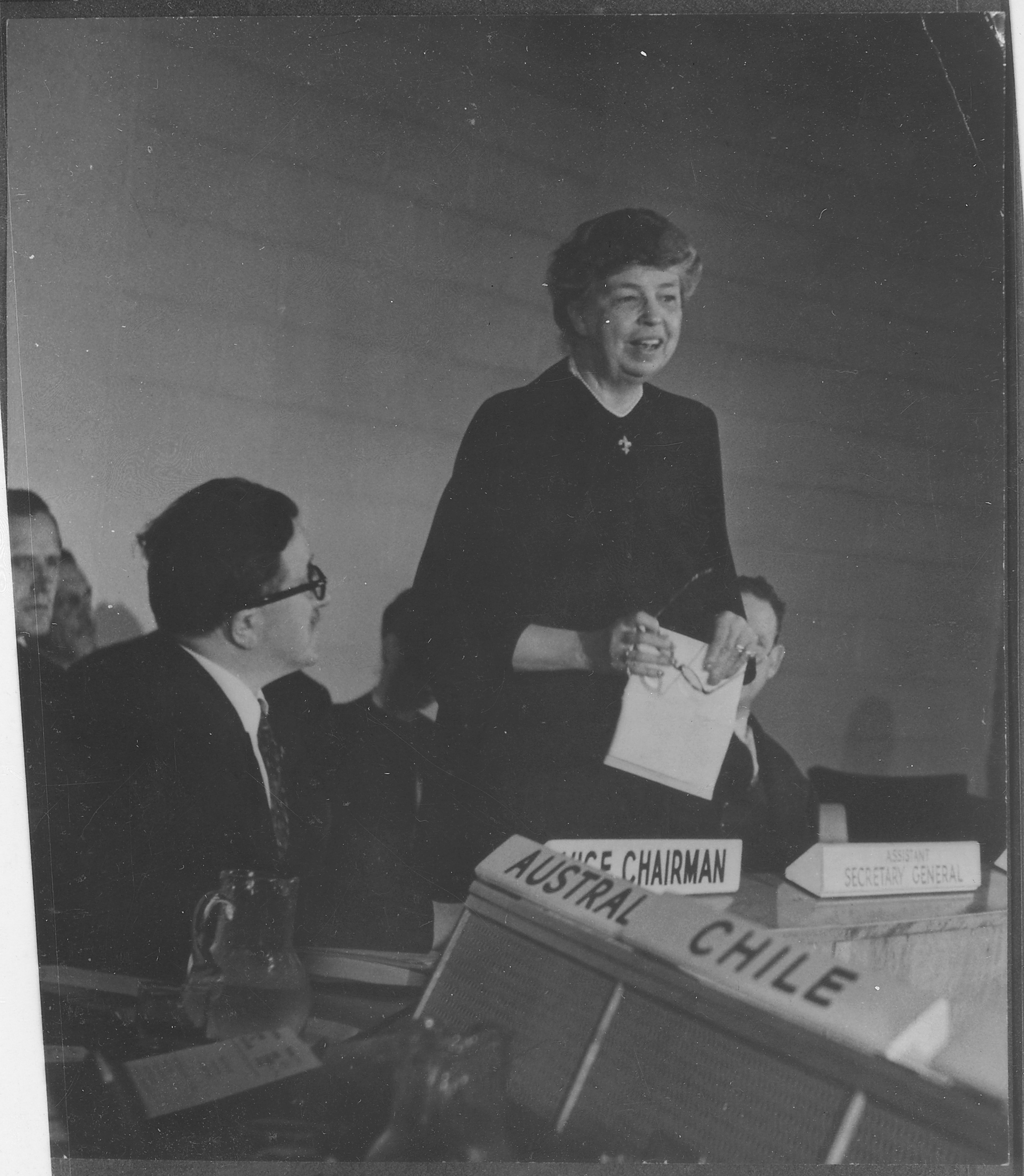
Eleanor Rooseveltová na zasedání Komise OSN pro lidská práva v Lake Success v New Yorku v roce 1947

UNHRC byla založena v roce 1946 Ekonomickou a sociální radou OSN a byla jednou z prvních dvou „funkčních komisí“ zřízených v rámci rané struktury OSN (druhou byla Komise pro postavení žen). Jednalo se o orgán vytvořený podle podmínek Charty Organizace spojených národů (konkrétně podle článku 68), jejíž signatáři jsou všechny členské státy OSN .
Poprvé se komise sešla v lednu 1947 a ustavila návrhový výbor pro Všeobecnou deklaraci lidských práv, která byla přijata Organizací spojených národů 10. prosince 1948.
Komise prošla dvěma odlišnými fázemi. Od roku 1947 do roku 1967 se soustředila na prosazování lidských práv a pomoc státům při vypracovávání smluv, nikoli však na vyšetřování nebo odsuzování porušovatelů. Bylo to období přísného dodržování principu suverenity.
V roce 1967 přijala komise za svou politiku intervencionismus. Kontextem dekády byla dekolonizace Afriky a Asie a mnoho zemí kontinentu naléhalo na aktivnější politiku OSN v otázkách lidských práv, zejména ve světle jejich masivního porušování apartheidem v Jižní Africe. Nová politika znamenala, že komise začala tyto prohřešky vyšetřovat a podávat o nich zprávy.
Aby bylo možné lépe naplňovat tuto novou politiku, došlo k dalším změnám. V 70. letech 20. století vznikla možnost geograficky orientovaných pracovních skupin. Tyto skupiny se specializovaly na vyšetřování přestupků v určitém regionu nebo dokonce v jedné zemi, jako tomu bylo v případě Chile. S osmdesátými léty došlo k vytvoření tematicky zaměřených pracovních skupin, které se specializovaly na konkrétní typy zneužívání.
Žádné z těchto opatření však nedokázalo zajistit, aby Komise byla tak efektivní, jak bylo třeba, zejména kvůli tomu, že v ní byli přítomni porušovatelé lidských práv a kvůli její politizaci. Během následujících let tak docházelo mezi aktivisty i vládami k větší a větší diskreditaci komise.
Komise uspořádala své závěrečné zasedání v Ženevě 27. března 2006 a ve stejném roce byla nahrazena Radou OSN pro lidská práva.

## Mandát
Účelem Komise pro lidská práva bylo zkoumat, monitorovat a publikovat zprávy o situaci v oblasti lidských práv v konkrétních zemích nebo územích (známé jako národní mechanismy nebo mandáty), jakož i o hlavních fenoménech porušování lidských práv na celém světě (známé jako tematické mechanismy nebo mandáty). Od komise se také očekávalo, že bude podporovat a chránit Všeobecnou deklaraci lidských práv .

## Struktura
V době, kdy byla zrušena, se komise skládala ze zástupců vybraných z 53 členských států, zvolených členy ECOSOC. Nebyli žádní stálí členové: každý rok (obvykle v květnu) se volila přibližně třetina křesel v komisi a vybraní členové byli jmenováni na tříleté funkční období.
Křesla v komisi byla rozdělena podle regionů pomocí mechanismu regionálních skupin OSN. V posledním roce působení v roce 2005 bylo zastoupení podle krajů následující.
- 15 z africké skupiny:
  - Burkina Faso, Konžská republika, Egypt, Eritrea, Etiopie, Gabon, Guinea, Keňa, Mauretánie, Nigérie, Jižní Afrika, Súdán, Svazijsko, Togo, Zimbabwe
- 12 z asijské skupiny:
  - Bhútán, Čínská lidová republika, Indie, Indonésie, Japonsko, Malajsie, Nepál, Pákistán, Katar, Korejská republika, Saúdská Arábie, Srí Lanka
- 5 z východoevropské skupiny :
  - Arménie, Maďarsko, Rumunsko, Rusko, Ukrajina
- 11 ze skupiny Latinské Ameriky a Karibiku:
  - Argentina, Brazílie, Kostarika, Kuba, Dominikánská republika, Ekvádor, Guatemala, Honduras, Mexiko, Paraguay, Peru
- 10 ze Západoevropské a dalších skupin :
  - Austrálie, Kanada, Finsko, Francie, Německo, Irsko, Itálie, Nizozemsko, Spojené království, Spojené státy americké

Komise se scházela každý rok na pravidelném zasedání v Ženevě ve Švýcarsku. Setkání probíhala během března a dubna a trvala šest týdnů. V lednu 2004 byla předsedající zemí 60. zasedání zvolena Austrálie. V lednu 2005 byla předsedající zemí 61. zasedání zvolena Indonésie. Peru bylo zvoleno předsedající zemí 62. zasedání v lednu 2006. Závěrečné zasedání komise se konalo v Ženevě dne 27. března 2006.

## Podkomise pro podporu a ochranu lidských práv
V roce 1999 změnila Hospodářská a sociální rada svůj název z Podkomise pro prevenci diskriminace a ochranu menšin na Podkomise pro prosazování a ochranu lidských práv .“ 
Subkomise pro podporu a ochranu lidských práv byla hlavním pomocným orgánem Komise pro lidská práva. Skládala se z dvaceti šesti odborníků, jejichž úkolem bylo provádět studie, zejména s ohledem na Všeobecnou deklaraci lidských práv, a vydávat doporučení komisi týkající se prevence diskriminace jakéhokoli druhu v oblasti lidských práv a základních svobod a ochrany rasových, národnostních, náboženských a jazykových menšin. Členové byli vybráni s ohledem na spravedlivé geografické rozložení.
Podkomise zřídila sedm pracovních skupin, které vyšetřovaly konkrétní problémy v oblasti lidských práv, např.:
- Menšiny
- Nadnárodní korporace
- Správa spravedlnosti
- Boj proti terorismu
- Současné formy otroctví
- Domorodé populace
- Komunikace
- Sociální fórum

Když v roce 2006 nahradila Komisi pro lidská práva Rada OSN pro lidská práva, převzala i odpovědnost za tuto podkomisi.

## Speciální postupy
Komise pro lidská práva zavedla 30 zvláštních postupů nebo mechanismů pro řešení konkrétních situací v jednotlivých zemích nebo v tematických okruzích, jako je svoboda projevu a názoru, mučení, právo na jídlo a právo na vzdělání.
Jednotlivci s odbornými znalostmi v konkrétních oblastech lidských práv byli jmenováni předsedou Komise jako zvláštní zpravodajové po dobu maximálně šesti let. Byli to neplacení nezávislí odborníci, kteří ke své práci dostávali personální a logistickou podporu Úřadu vysokého komisaře pro lidská práva. Jejich hlavní činností bylo zkoumat, monitorovat, radit a veřejně informovat o situaci v oblasti lidských práv v konkrétních zemích nebo územích. Mohli psát vládám o nahlášených porušeních a realizovat návštěvy za účelem zjištění skutečností v zemích, které je zvaly.
Zvláštní mechanismy byly kategorizovány podle tematických mandátů a mandátů jednotlivých zemí.
Zvláštní postupy zahrnovaly také pracovní skupiny tvořené až pěti odborníky, kteří monitorovali a vyšetřovali konkrétní otázky lidských práv. Komise vytvořila tři skupiny:
- Pracovní skupina pro svévolné zadržení
- Pracovní skupina pro nucená nebo nedobrovolná zmizení
- Pracovní skupina pro využívání žoldáků jako prostředku k omezení výkonu práva národů na sebeurčení

Tyto zvláštní postupy nyní spadají pod Radu OSN pro lidská práva.

## Kritika
Komise byla opakovaně kritizována za složení své členské základny. Zejména několik jejích členských zemí mělo samo několik zaznamenaných porušení lidských práv, včetně států, jejichž zástupci byli zvoleni za předsedu Komise. Země se záznamy o porušování lidských práv, jako je mučení, mimosoudní zabíjení, politické věznění a mizení lidí, usilovaly o zvolení do komise, aby se pokusily vytvářet a umocňovat svou pozitivní mezinárodní image. Členství v komisi potom poskytlo určité krytí před kritikou těchto zneužívání.
Další kritikou bylo, že se komise nezapojila do konstruktivní diskuse o otázkách lidských práv, ale byla fórem pro politicky selektivní osočování a kritiku. Snahy států s problematickou situací v oblasti lidských práv být zvoleny do komise byly z velké části vnímány jako způsob, jak se podobným osočením bránit.
Aktivistické skupiny již dlouho vyjadřovaly znepokojení nad členstvím Čínské lidové republiky, Zimbabwe, Ruska, Saúdské Arábie a Pákistánu a dřívějším členstvím Alžírska, Sýrie, Libye, Ugandy a Vietnamu. Tyto země měly rozsáhlé záznamy o porušování lidských práv a jednou obavou bylo, že tím, že pracovaly proti rezolucím komise odsuzujícím porušování lidských práv, nepřímo podporovaly despotismus a domácí represe.
4. května 2004 odešel z komise velvyslanec Spojených států Sichan Siv. Stalo se tak po nerozporovaném zvolení Súdánu do komise, což Siv nazval „absurditou“ ve světle etnických čistek Súdánu v oblasti Dárfúru. Jedním z hlavních důsledků zvolení Súdánu do komise byl nedostatek ochoty některých zemí pracovat v jejím rámci. Například 30. července 2004 to byla Rada bezpečnosti OSN, nikoli komise, kdo přijal rezoluci — poměrem 13:0, přičemž Čína a Pákistán se zdržely — hrozící Súdánu blíže nespecifikovanými sankcemi, pokud se situace v oblasti Dárfúru nezlepší během následujících 30 dnů.[zdroj?] Důvodem dané akce byly útoky arabských milicí Janjaweed v Súdánu na nearabskou africkou muslimskou darfurskou populaci.
Komise se také dostala pod opakovanou kritiku ze strany Spojených států za neochotu zabývat se dalšími otázkami lidských práv. V roce 2001 byly Spojené státy hlasováním ostatních členských států, z nichž mnohé byly kritizovány za porušování lidských práv, vyřazeny z komise. V roce 2003 potom Sýrie předložila návrh na diskusi o válečných zločinech USA v Iráku. Novinářka Anne Applebaumová však napsala: „Ani Evropská unie a Spojené státy nejsou osvobozeny od viny“, přičemž citovala jejich váhavost při hlasování kritizovat ruské kroky v Čečensku.

### Izrael
Komise byla také kritizována obhájci Izraele za zaujatost vůči němu. V roce 2002 Anne Bayefská, profesorka mezinárodního práva na York University v Torontu, napsala, že „členové komise se snažili vyhnout přímé kritice států s problémy v oblasti lidských práv, zatímco se často zaměřovali na Izrael, stát, který podle analýzy souhrnných záznamů za více než 30 let zabral 15 procent času komise a byl předmětem třetiny usnesení pro jednotlivé země“. Dne 15. dubna 2002 komise schválila rezoluci potvrzující „legitimní právo palestinského lidu bránit se izraelské okupaci, aby osvobodilo svou půdu a bylo možné uplatnit své právo na sebeurčení“.  Tím byl palestinský lid prohlášen za „plnící své poslání, jeden z cílů a účelů Organizace spojených národů“. Z 53členné komise 40 zemí hlasovalo pro, pět proti a sedm se zdrželo hlasování. Ačkoli se široce uvádí, že rezoluce schvaluje odpor vůči Izraeli „všemi dostupnými prostředky, včetně ozbrojeného boje“, rezoluce samotná tato slova neobsahuje.[zdroj?]Alfred Moses, bývalý velvyslanec Spojených států při komisi a později předseda monitorovací skupiny UN Watch, řekl, že „hlasování pro tuto rezoluci je hlasováním pro palestinský terorismus.“ V dopise komisi z 15. listopadu 2002, po útoku Palestinců na Izraelce ve městě Hebron, se Nabil Ramlawi, stálý pozorovatel pro Palestinu při OSN, odvolal na rezoluci jako na ospravedlnění útoku.

### Lidská práva a duševní zdraví
V roce 1977 Komise vytvořila „Podkomisi ke studiu – s cílem formulovat směrnici, pokud to bude možné – otázek ochrany osob zadržených z důvodu duševního onemocnění před zacházením, které by mohlo nepříznivě ovlivnit lidskou osobnost a její fyzickou a duševní integritu“. Subkomise byla obviněna z „určování, zda existují dostatečné důvody pro zadržení osob na základě duševního zdraví“. Směrnice, které z toho vyplynuly, Zásady OSN pro ochranu osob s duševním onemocněním a pro zlepšení péče o duševní zdraví, byly kritizovány za to, že ignorují a neochraňují práva nedobrovolných pacientů.

## Genocida
Komise OSN pro lidská práva (UNCHR) přijala řadu rezolucí týkajících se genocidy: rozhodnutí UNCHR 9 (XXXV); 1986/18; 1987/25; 1988/28; 1989/16; 1990/19; „Padesáté výročí Úmluvy o předcházení a trestání zločinu genocidy“, 1998/10; a „Úmluvu o prevenci a trestání zločinu genocidy“, 1999/67.
V roce 1978 komise schválila doporučení Podkomise pro prevenci diskriminace a ochranu menšin široce distribuovat zprávu Ruhashyankiko.
V srpnu 1992 komise „absolutně odsuzovala koncept a praxi „etnických čistek“ v bývalé Jugoslávii,“ ale nenazvala to jako genocidu. Rezoluci komise podpořil její mateřský orgán, Hospodářská a sociální rada OSN. V listopadu 1992 komise „vyzvala všechny státy, aby zvážily, do jaké míry činy spáchané v Bosně... a v Chorvatsku představují genocidu v souladu s Úmluvou o genocidě“.
Na žádost Kanady v květnu 1994 byla svolána mimořádná schůzka k řešení probíhající genocidy ve Rwandě. René Degni-Segui byl jmenován zvláštním zpravodajem, okamžitě navštívil Rwandu a okamžitě vydal zprávu o rozsahu genocidy.